# Los Muermos
Los Muermos este un oraș și comună din provincia Llanquihue, regiunea Los Lagos, Chile, cu o populație de 16.132 locuitori (2012) și o suprafață de 1245,8 km2.